# Tipula subtilis
Tipula subtilis är en tvåvingeart som beskrevs av Doane 1901. Tipula subtilis ingår i släktet Tipula och familjen storharkrankar. Inga underarter finns listade i Catalogue of Life.